# Сюрсовайское (сельское поселение)
Сюрсовайское — упразднённое муниципальное образование со статусом сельского поселения в составе Игринского района Удмуртии.
Административный центр — село Сюрсовай.
Законом Удмуртской Республики от 28 апреля 2021 года № 36-РЗ упразднено в связи с преобразованием Шарканского района в муниципальный округ.

## Населённые пункты
В состав муниципального образования входят три населённых пункта село Сюрсовай и две деревни Сильшур и Бередь.

## Местное самоуправление
Муниципальное образование действует в соответствии с ФЗ-131 «Об общих принципах организации местного самоуправления в Российской Федерации», согласно уставу муниципального образования и имеет трёхуровневую структуру органов местного самоуправления:
1. Глава муниципального образования «Сюрсовайское» — Гуменников Степан Дмитриевич (избран 6 марта 2012 года)
2. Представительный орган — Совет депутатов муниципального образования, состоит из семи депутатов
3. Исполнительно-распорядительный орган — администрация муниципального образования